# Bdeogale
Bdeogale (Чорноногі мангусти) — рід ссавців, представник ряду хижих із родини мангустових.

## Морфологія
Морфометрія. Довжина голови й тіла: 375—600 мм, довжина хвоста: 175—375 мм, вага: 0.9—3.0 кг.
Опис. Є незначна варіація кольору всередині і між видами. Переважаюче загальне забарвлення це деякі відтінки сірого або коричневого кольору, і ноги, як правило, чорного кольору. Хутро дорослих особин досить густе й коротке, тоді як у молодих особин майже вдвічі довше і світліше. Bdeogale нагадує Ichneumia в тому, що має чорні ноги, м'яке підшерстя і довге, жорстке волосся над верхньою частиною тіла. Відрізняється ж відсутністю перших або внутрішніх пальців кожній ступні й більшими премолярами. Bdeogale відрізняється від Rhynchogale голою виїмкою від носа до верхньої губи. Передні частини ніг Bdeogale оголені, але задні частини добре вкриті волоссям.

## Поведінка
Тейлор (1986,1987) описав В. crassicauda як рідкісний, неспеціалізований, нічний, комахоїдний і солітарний вид. За Кінгдоном (1977), В. crassicauda населяє лісисті й вологі савани, а інші види живуть у тропічних лісах. В. crassicauda живиться майже виключно комахами, особливо мурахами й термітами, але може також вживати крабів і гризунів. В. nigripes, здається, віддає перевагу мурахам, але також харчується дрібними хребетними і падлом. Цих мангуст часто можна побачити в парах.

## Життєвий цикл
Інформація, отримана від Розвера (1974) припускає, що дорослі особини в основному солітарні в дикій природі, але не сварливі, і тримаються разом у полоні. Пологи в Західній Африці відбуваються з листопада по січень; приплід зазвичай містять одного малюка. За Джонсом (1982) один В. nigripes в неволі жив 15 років і 10 місяців.